# ももクロ夏のバカ騒ぎ2014 日産スタジアム大会〜桃神祭〜
『ももクロ夏のバカ騒ぎ2014 日産スタジアム大会〜桃神祭〜』（ももクロなつのバカさわぎ にせんじゅうよん にっさんスタジアムたいかい とうじんさい）は、2014年7月26日と27日に開催されたライブ。Blu-ray & DVDとして発売されている。

## 概要
テーマは「日本の祭り」であり、ステージ中央には約5億円をかけて制作された20mの巨大神社がお目見えし、その左右には太鼓橋や縁日の屋台が設けられた。巫女や天女などの衣装を纏ったメンバーはライブ中に屋台へ立ち寄り、かき氷に焼きそば、スイカ、綿あめを手に取りながら歌うシーンもあり、神輿や巨大な山車に乗って会場内を移動した。
〝日本一の夏祭りを作る〟というコンセプトに沿って、全国各地のお祭り団体から総勢630名が集結し、ももクロの楽曲に合わせた踊りを披露した。さらに、メンバーが衣装替えをする幕間では盆踊りや阿波踊り、よさこいなどの伝統芸能をステージや花道で展開した。
参加団体
- 花柳糸之社中（日本舞踊）
- 東京 高円寺阿波踊り
- 高知 よさこい帯屋町筋
- 岩手県 大槌城山虎舞
- 岡山 宮坂流傘踊り
- 日本神輿協会・櫻連合
- 島根県浜田市 石見神楽
- 池谷直樹とSAMURAI ROCK ORCHESTRA
- ジャパンアクションエンタープライズ

バックの生演奏は恒例の「ダウンタウンももクロバンド」に加え、太鼓奏者のヒダノ修一率いる和楽器バンド「ヒダノ修一社中」も参加。太鼓・三味線・尺八・篠笛といった和楽器の演奏が取り入れられた。
グループの大規模ライブでは初めて着席指定席が導入された。高齢のファンも来場していることを知ったリーダーの百田夏菜子は、「いろんな世代の方が集まって一緒にバカ騒ぎしてるのが楽しくて。何歳になってもバカやってたいなって。いくつになってもいろんな世代の方がいろんな場所から集まってもらえる環境を作っていきたいね」と語った。
前年に同じ日産スタジアムでライブを行った際は、中央の芝生エリアに観客を入れなかったが、今回は座席を設置した。外周通路などを設けたため観客席の増加は期待ほどでは無かったものの、初日に6万1989人、2日目に6万2632人を動員した。また、前年まで夏のライブは「サマーダイブ（SUMMER DIVE）」という名称で行われていたが、この年から新しい名称とコンセプトに衣替えされた。

## ももクロ夏のバカ騒ぎ2014 日産スタジアム大会〜桃神祭〜 Day1

### ゲスト
- 天龍源一郎
- 清野茂樹

なお客席には高城れにの出身小学校の生徒たちが招待された。

### セットリスト
1. 桃神祭のテーマ
2. overture 〜ももいろクローバーZ参上!! 〜
3. 天手力男
4. ワニとシャンプー
5. 黒い週末
6. D'の純情
7. 堂々平和宣言
8. CONTRADICTION
9. 泣いてもいいんだよ
10. お祭り大行進
11. ニッポン笑顔百景
12. ももいろ太鼓どどんが節
13. ココ☆ナツ
14. キミとセカイ
15. サラバ、愛しき悲しみたちよ
16. 労働讃歌
17. My Dear Fellow
ライブ初披露。田中将大の登場曲であり、本人からの応援コメント・曲紹介がVTRで流れた。
18. ももクロ盆踊り
19. Neo STARGATE
20. LOST CHILD
21. MOON PRIDE
ライブ初披露（映像 - YouTube）
22. 月虹
ライブ初披露
23. コノウタ
24. DNA狂詩曲
25. 走れ!
26. 行くぜっ!怪盗少女（アンコール）
27. 鋼の意志（アンコール）
28. キミノアト（アンコール）
29. 猛烈宇宙交響曲・第七楽章「無限の愛」（アンコール）

アンコールで行われたMCの際、有安杏果が「チビっ子祭り2014」と「女祭り2014」の開催を告知した。
特典映像（Blu-ray & DVD）
桃神を祀る その舞台裏 Vol 1.

## ももクロ夏のバカ騒ぎ2014 日産スタジアム大会〜桃神祭〜 Day2

### 「天手力男」の奇跡
開場前から大雨となり、落雷の危険性があったため、ライブ開始は当初予定より1時間遅れとなった。会場は夜の21時までしか音が出せないこともあり、初日と同様の構成でライブを行うことが困難となり、雨の影響で動作確認がとれていないリフト類の使用が中止され、移動フォーメーションや振り付け、衣装替えなどに急遽変更が加わった。
開演直後は雨が降り続いており、3曲目の「天手力男」の歌い出しでは百田夏菜子が“この雨絶対止むぞー! お前らの力で晴れにしようぜー!”と観客を鼓舞。するとその後、天候は急激に回復。曲中には雨が止み、太陽が顔をのぞかせた。なお、この際に歌っていた「天手力男」（アメノタヂカラオ）とは日本古来の神様のひとりであり、神話の中では岩戸に隠れていた「天照大神」（あまてらすおおみかみ）を引きずり出し、世界に明るさを取り戻したとされる。「日本の祭り」をテーマにした今回のライブで、奇しくもこの神話が再現される形となった。
5曲目を歌い終わる頃には空に美しい虹が架かり、ファンとともにメンバーは喜びを分かち合い、「モノノフはストーリーを作る」などと口にした。玉井詩織はライブの終盤で「ももクロには今までなかったトラブルもあったけど、それを含めてバカ騒ぎだった」と述べている。
様々な演出の修正が功を奏し、当初予定していた曲目からのカットはGOUNNとタキシードミラージュの2曲にとどまった。

### セットリスト
1. 桃神祭のテーマ
2. overture 〜ももいろクローバーZ参上!! 〜
3. 天手力男
4. ワニとシャンプー
5. DNA狂詩曲
6. D’の純情
7. 堂々平和宣言
8. 鋼の意志
9. 泣いてもいいんだよ
10. お祭り大行進
11. ニッポン笑顔百景
12. ももいろ太鼓どどんが節
13. ココ☆ナツ
14. ツヨクツヨク
15. Chai Maxx
16. My Dear Fellow
17. ももクロのニッポン万歳!
18. Neo STARGATE
19. MOON PRIDE
20. 走れ!
21. 愛のメモリー
ももいろクリスマス2014の日程と場所の告知が行われた。ももいろクローバーZのライブでは、松崎しげるが登場し「愛のメモリー」の替え歌で告知を行うことが恒例となっていたが、登場したのは松崎しげるに仮装したコロッケであった。しかし、1番を歌い終わった直後に松崎本人が登場し、ライブの告知がなされた。
22. 黒い週末
23. キミノアト
24. 行くぜっ!怪盗少女（アンコール）
25. PUSH（アンコール）
26. 灰とダイヤモンド（アンコール）
27. サラバ、愛しき悲しみたちよ（アンコール）

特典映像（Blu-ray & DVD）
桃神を祀る その舞台裏 Vol 2.

## サポートメンバー
「ダウンタウンももクロバンド」と呼ばれるバンドによる生演奏が行われた。
- 武部聡志 - 音楽監督・キーボード
- 石井悠也 - ドラムス
- 若森さちこ - パーカッション
- 浜崎賢太 - ベース
- 佐藤大剛 - ギター
- DAITA - ギター
- 宗本康兵 - キーボード
- 本間昭光 - キーボード
- 中嶋ユキノ - コーラス
- marron - コーラス
- 榎本裕介 - トロンボーン
- Luis Valle - トランペット
- 竹上良成 - サクソフォン

## ライブビューイング
両日の公演は、『直送ももクロvol.16 平面革命「ももクロ夏のバカ騒ぎ2014 日産スタジアム大会〜桃神祭〜」』として、全国の映画館とライブハウスにてライブビューイングが行われた。
| 都道府県 | 市区町村   | 劇場名                                |
| -------- | ---------- | ------------------------------------- |
| 北海道   | 札幌市     | ディノスシネマズ札幌劇場              |
| 北海道   | 札幌市     | 札幌シネマフロンティア                |
| 北海道   | 札幌市     | ユナイテッド・シネマ札幌              |
| 青森県   | 青森市     | 青森コロナシネマワールド              |
| 秋田県   | 秋田市     | TOHOシネマズ 秋田                     |
| 宮城県   | 富谷市     | 109シネマズ富谷                       |
| 宮城県   | 仙台市     | MOVIX仙台                             |
| 山形県   | 山形市     | フォーラム山形                        |
| 群馬県   | 伊勢崎市   | プレビ劇場ISESAKI                     |
| 埼玉県   | 鶴ヶ島市   | シネプレックスわかば                  |
| 埼玉県   | さいたま市 | MOVIXさいたま                         |
| 埼玉県   | 川口市     | MOVIX川口                             |
| 埼玉県   | 三郷市     | MOVIX三郷                             |
| 東京都   | 中央区     | TOHOシネマズ 日本橋                   |
| 東京都   | 港区       | 六本木ブルーシアター                  |
| 東京都   | 港区       | TOHOシネマズ 六本木ヒルズ             |
| 東京都   | 港区       | お台場シネマメディアージュ            |
| 東京都   | 渋谷区     | TOHOシネマズ 渋谷                     |
| 東京都   | 新宿区     | 新宿ピカデリー                        |
| 東京都   | 新宿区     | 新宿ミラノ１                          |
| 東京都   | 八王子市   | TOHOシネマズ 南大沢                   |
| 東京都   | 豊島区     | シネマサンシャイン池袋                |
| 東京都   | 葛飾区     | MOVIX亀有                             |
| 東京都   | 江東区     | ユナイテッド・シネマ豊洲              |
| 東京都   | 昭島市     | MOVIX昭島                             |
| 神奈川県 | 川崎市     | TOHOシネマズ 川崎                     |
| 神奈川県 | 川崎市     | チネチッタ                            |
| 神奈川県 | 海老名市   | TOHOシネマズ 海老名                   |
| 神奈川県 | 横浜市     | TOHOシネマズ ららぽーと横浜           |
| 千葉県   | 市川市     | TOHOシネマズ 市川コルトンプラザ       |
| 千葉県   | 千葉市     | シネプレックス幕張                    |
| 千葉県   | 浦安市     | シネマイクスピアリ                    |
| 栃木県   | 宇都宮市   | TOHOシネマズ 宇都宮                   |
| 茨城県   | 水戸市     | シネプレックス水戸                    |
| 新潟県   | 新潟市     | ユナイテッド・シネマ新潟              |
| 富山県   | 富山市     | TOHOシネマズ ファボーレ富山           |
| 石川県   | 金沢市     | 金沢コロナシネマワールド              |
| 静岡県   | 浜松市     | TOHOシネマズ 浜松                     |
| 静岡県   | 静岡市     | MOVIX清水                             |
| 愛知県   | 安城市     | 安城コロナシネマワールド              |
| 愛知県   | みよし市   | MOVIX三好                             |
| 愛知県   | 名古屋市   | 109シネマズ名古屋                     |
| 愛知県   | 名古屋市   | TOHOシネマズ 名古屋ベイシティ         |
| 愛知県   | 一宮市     | TOHOシネマズ 木曽川                   |
| 大阪府   | 大阪市     | TOHOシネマズ 梅田                     |
| 大阪府   | 大阪市     | TOHOシネマズ なんば                   |
| 大阪府   | 大阪市     | 大阪ステーションシティシネマ          |
| 大阪府   | 大阪市     | なんばパークスシネマ                  |
| 大阪府   | 枚方市     | TOHOシネマズ くずはモール             |
| 大阪府   | 堺市       | MOVIX堺                               |
| 京都府   | 京都市     | TOHOシネマズ 二条                     |
| 京都府   | 京都市     | MOVIX京都                             |
| 兵庫県   | 西宮市     | TOHOシネマズ 西宮OS                   |
| 兵庫県   | 神戸市     | 109シネマズHAT神戸                    |
| 岡山県   | 岡山市     | TOHOシネマズ 岡南                     |
| 岡山県   | 倉敷市     | MOVIX倉敷                             |
| 広島県   | 広島市     | 109シネマズ広島                       |
| 広島県   | 広島市     | TOHOシネマズ緑井                      |
| 愛媛県   | 松山市     | シネマサンシャイン衣山                |
| 福岡県   | 福岡市     | TOHOシネマズ 天神                     |
| 福岡県   | 福岡市     | ユナイテッド・シネマ キャナルシティ13 |
| 福岡県   | 福津市     | TOHOシネマズ 福津                     |
| 熊本県   | 熊本市     | シネプレックス熊本                    |
| 長崎県   | 長崎市     | TOHOシネマズ 長崎                     |
| 沖縄県   | 那覇市     | シネマQ                               |